# Diurnalidad

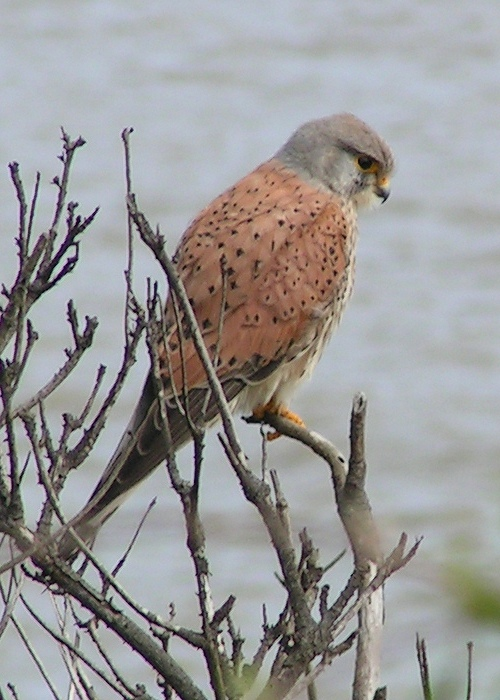
El cernícalo común, un ave típicamente diurna

En etología, el término diurnalidad hace referencia a aquel animal que está activo durante el día y descansa durante la noche. Los animales que no son diurnos pueden ser nocturnos (activos de noche) o crepusculares (activos durante el crepúsculo, p. ej., al amanecer y al anochecer), o incluso combinar la diurnalidad con la nocturnidad. Muchos grupos de animales incluyen especies diurnas al igual que nocturnas: mamíferos, insectos, aves, etc. El patrón diurno generalmente se controla internamente por el ritmo circadiano (ritmo endógeno o interno) del animal. En algunos animales, especialmente insectos, los patrones externos del entorno controlan la actividad (ritmos exógenos o externos).
Algunos animales principalmente nocturnos o crepusculares se han domesticado como mascotas y se han convertido en animales diurnos que coinciden con el ciclo vital humano. Ejemplos de esto son perros y gatos, que están derivados del lobo y el gato montés euroasiático (Felis silvestris). Sin embargo, estos animales pueden exhibir el comportamiento original de su especie cuando nacen (cimarrón).
Muchas plantas también son diurnas o nocturnas, según la hora en que son polinizadas en forma más efectiva, es decir la hora en que son visitadas por los polinizadores más eficientes. Por ejemplo la mayoría de las flores son visitadas por muchos insectos y adaptan su fenología a los que son más eficaces para asegurar su reproducción. Así la eficiencia de los polinizadores diurnos o nocturnos determina el tipo de síndrome floral o características de las flores y momento de floración, mayor producción de néctar, etc. Las flores diurnas se abren durante el día, son en general de colores brillantes y producen mayores cantidades de néctar y de perfume a estas horas.

### Fauna diurna
Algunos animales diurnos son: ardillas (excepto la voladora), pavo real, vicuña, perro de las praderas, buey almizclero, águila calva, camaleón y mantis religiosa.